# Stephan Gschwind

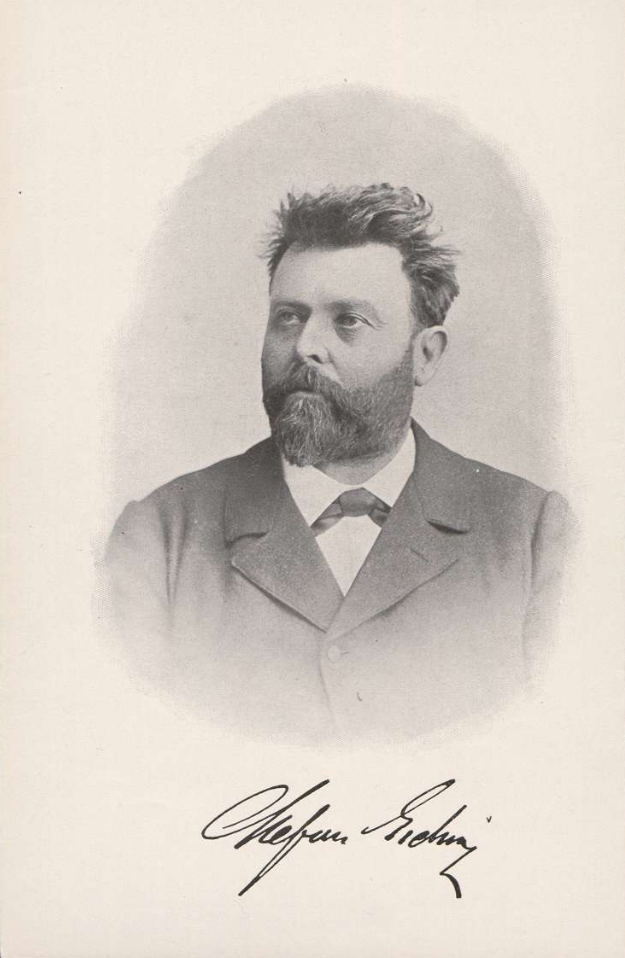
Stephan Gschwind

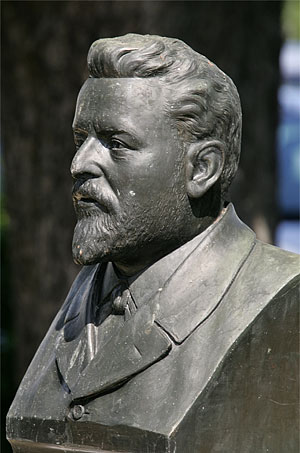
Stephan Gschwind

Stephan Gschwind (* 22. April 1854 in Therwil; † 28. April 1904 in Oberwil) war Unternehmer, Wohltäter und Politiker (BAB/SP).

## Leben
Gschwind war von 1887 bis 1904 Mitglied des Landrates, 1900/01 amtierte er als dessen Präsident. Nach den Parlamentswahlen 1899 gehörte er bis zu seinem Tod dem Nationalrat an.
Gschwind gehörte mit Eduard Heinis zu den Mitbegründern des Bauern- und Arbeiterbundes im Jahr 1892. Er gründete u. a. die Mädchensekundarschule, den Frauenverein, die Elektra Birseck und Baselland, die Ziegelei und die Schaufelfabrik. Er veranlasste den Bau von Wasserversorgungen, Strassen und der Birsigtalbahn. Sein bedeutendstes Werk, war die 1892 gegründete Produktions- und Konsumgenossenschaft Oberwil, welche nach zwei Jahren in Birseck'sche Produktions- und Konsum-Genossenschaft erweitert wurde und später in der Coop Basel und Coop (Schweiz) aufging.